# Konservativ kristendom
Konservativ kristendom eller konservativ teologi er en beskrivelse af kristne grupper eller individer, som indtager et klassisk og traditionelt syn på kristne dogmer.
Konservativ kristendom begrænser sig ikke til enkelte denominationer, men forekommer i alle kristne kirkesamfund. Som regel bruges termen om evangelisk protestantisk kristendom, men er også almindeligt inden for andre kristne retninger, som f.eks. den romerskkatolske kirke og de ortodokse kirker.
Selv om mange teologisk konservative kristne ofte også er politisk konservative og værdikonservative, er der ikke nødvendigvis nogen sammenhæng mellem disse to standpunkter.
Kristenkonservative bliver af modstandere af og til beskrevet som fundamentalistiske.

## Kristenkonservative bevægelser
Kristenkonservative bevægelser og organisationer er særligt udbredt i USA, hvor de har stor politisk indflydelse. Tilhængere af Det Republikanske Parti har som regel en mere udtalt tilknytning til kristenkonservative miljøer end tilhængere af Det Demokratiske Parti.
Pinsebevægelsen i Danmark beskrives ofte også som kristenkonservativ.